# (381) Myrrha
(381) Myrrha – planetoida z pasa głównego asteroid okrążająca Słońce w ciągu 5 lat i 286 dni w średniej odległości 3,22 j.a. Została odkryta 10 stycznia 1894 roku w Observatoire de Nice w Nicei przez Auguste Charloisa. Nazwa planetoidy pochodzi od Myrry, matki Adonisa w mitologii greckiej. Przed jej nadaniem planetoida nosiła oznaczenie tymczasowe (381) 1894 AS.